# ایر لینک اینترنشنال ایرویز
ایر لینک اینترنشنال ایرویز (به انگلیسی: Air Link International Airways) یک شرکت هواپیمایی است که دفتر مرکزی آن در شهر مانیل کشور فیلیپین واقع شده‌است.